# Мамберамо

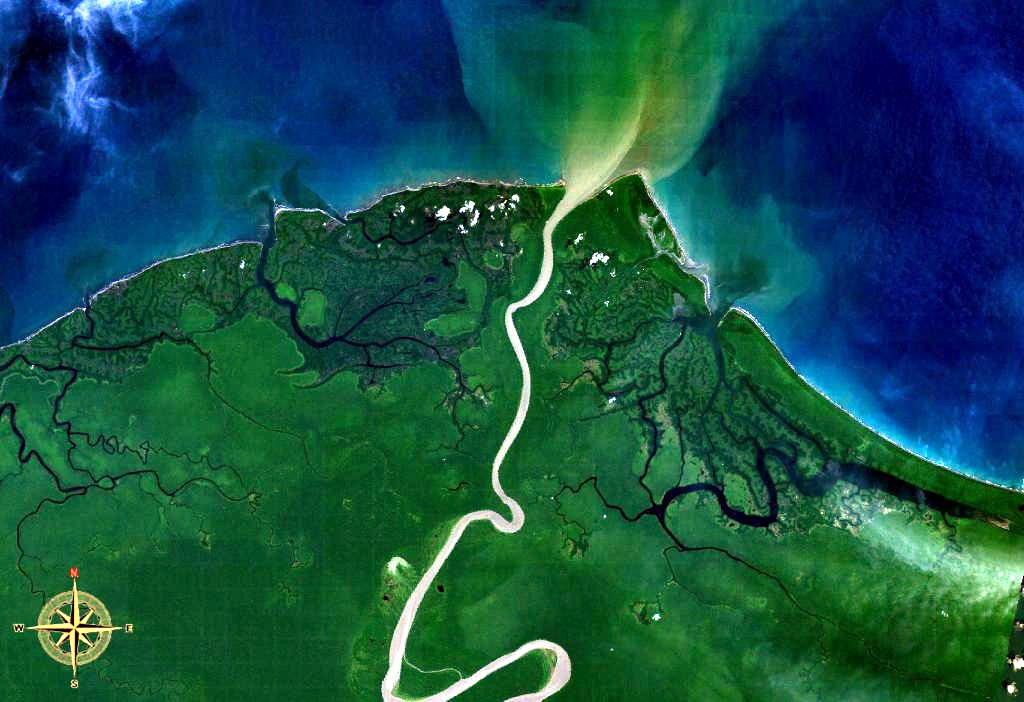
Устье Мамберамо

Мамбера́мо — река на северо-западе острова Новая Гвинея, в индонезийской провинции Папуа. Это самая широкая река в Индонезии. Впадает в Тихий океан. Имеет много проток. Судоходна на 240 км от устья.
Длина реки 700 км, площадь бассейна 80 000 км². Среднегодовой расход воды около 4000 м³/с.
Долина реки Мамберамо является родиной многих коренных народов Новой Гвинеи, в том числе тех, кто ранее не имел контактов с западной цивилизацией. Она также известна своим огромным биоразнообразием.
В 1990-х годах правительство Индонезии планировало затопить долину, чтобы построить плотину для ГЭС. Эти планы были отложены на некоторое время из-за финансового кризиса в Индонезии 1998—1999 годах, но есть опасения, что они могут снова быть реализованы.